# Cudowni mężczyźni z korbką
Cudowni mężczyźni z korbką (czes. Báječní muži s klikou) – czechosłowacka komedia retro z 1979 roku w reżyserii Jiříego Menzla.
Fabuła nawiązuje (przy zmianie nazwisk i częściowo biografii) do działalności znanych w Pradze na przełomie wieków postaci: Viktora Ponrepo, autora krótkometrażówek Jana Kříženeckiego i Josefa Švába-Malostranskiego.

## Fabuła
Koniec XIX wieku. Pasparte jest wędrownym magikiem i wielbicielem "ożywionych fotografii". Postanawia skończyć wędrówkę w Pradze i tam stworzyć pierwsze kino („biograf”). Namawia do pomocy inżyniera Kolenatego. Ten stawia jednak warunek: w filmie ma zagrać Emílie Kolářová-Mladá, znana aktorka teatralna będąca przeciwniczką kina. Mimo to Pasparte stara się ją przekonać do współudziału w przedsięwzięciu.

## Obsada
- Rudolf Hrušínský – magik Pasparte
- Vladimír Menšík – aktor Jara Šlapeta
- Jiří Menzel – fotograf Jan Kolenatý
- Vlasta Fabianová – aktorka Emilie Kolářová-Mladá
- Blažena Holišová – wdowa Evženia
- Jaromíra Mílová – Pepička, córka Pasparta
- Josef Kemr – Benjamin
- Oldřich Vlček – Berousek
- Josef Somr – urzędnik magistratu
- Vladimír Huber – służący Hynek
- Marie Rosůlková – dama
- Hana Burešová – Aloisie